# Radio unfrisiert
Radio unfrisiert war eine Jugendsendung des Hessischen Rundfunks aus den 1990er-Jahren. Die Magazinsendung lief jeden Samstag mit Beiträgen und Studiorunden live auf hr2. Die erste Sendung wurde am 2. Dezember 1989 ausgestrahlt. Ein Jahr später ging aus einer Reihe von Computerbeiträgen Chippie, das hr2-Computermagazin, als eigenständige Sendung hervor.
Weitere Themen waren unter anderem:
- „Rock-Szene DDR“, 7. Juli 1990
- „Ich mach Dir die Szene!“, 20. August 1994
- „Vereint und zugenäht – Leben im Deutschland-Kombinat“, 5. November 1994
- "Ist Samstag Selbstmord? – 345 Tage nach ..." zum ersten Todestag von Kurt Cobain, 18. März 1995
- „‚ich sein ein groß kunstler‘ – Variationen übers Schreiben“, 13. April 1996

Ähnlich wie der Zündfunk des Bayerischen Rundfunks diente Radio unfrisiert auch der Nachwuchsförderung. Zu den ehemaligen Moderatoren der Jugendsendung gehören unter anderem Steffen Hallaschka und Philipp Engel, die heute als Fernsehmoderatoren arbeiten, ebenso Klaus Walter und Volker Rebell.
Am 1. Juni 1996 wurde Radio unfrisiert das letzte Mal auf hr2 gesendet. Danach wechselte die Jugendsendung auf hr1 und später nach hr-XXL, bevor sie ganz eingestellt wurde.

## Auszeichnungen
- 1990 Civis Medienpreis für die Sendung „Die Deutschen – Portrait von Ausländern gezeichnet“
- 1995 Elisabeth-Selbert-Preis